# 千原ジュニアと九州で人気番組を創る番組
『千原ジュニアと九州で人気番組を創る番組』（ちはらジュニアときゅうしゅうでにんきばんぐみをつくるばんぐみ）は、九州朝日放送（KBCテレビ）で2019年4月18日から2021年3月26日までドォーモ枠で放送されていたテレビのバラエティ番組。
九州エリアでは初となる千原ジュニアの冠番組である。

## 概要
九州を全く知らない千原ジュニアがたった一人で降り立ち、番組内容を決める企画会議から参加し人気番組を作るべく試行錯誤する、実験的ドキュメントバラエティ。
前身番組『千原ジュニアと福岡で人気番組を創る』が特番として、2018年11月に2回、12月に1回放送された。
2018年の放送では、福岡の重鎮・山本華世に挨拶し、人気番組を創るためのアドバイスを受けた。
これが功を奏したのか、2019年4月からリニューアルされる「ドォーモ」の水曜企画としての扱いになり、かつ九州地区ネット番組（KBCのほか長崎文化放送〈NCC〉、熊本朝日放送〈KAB〉、大分朝日放送〈OAB〉、鹿児島放送〈KKB〉の全5局ネット）になったため、タイトルも『九州で人気番組を創る』と変更になった。
番組の特徴として、スタッフと千原ジュニアで企画会議を行う模様から放送され、千原ジュニアが納得した企画をロケとして実行している。
最近では珍しい、千原ジュニア単独出演のオールロケ・バラエティ番組。
当番組の最終回を以って31年間続いたドォーモ枠は終了した。

## 出演者
- 千原ジュニア（千原兄弟）
- 制作スタッフ（番組を制作しているOidooonのプロデューサー・ディレクター・ADが毎回出演）

## 主な企画
期限切れコンテナの中身、拝見します
ジュニアが賃料滞納で期限切れとなったコンテナの強制撤去に立ち会い、内部に置き去りにされた荷物から借主の人物像を推理する。コンテナから出てきた荷物は鑑定を行い、滞納額の保証に充てられる。
スピンオフ企画として賞味期限切れの缶詰を開封する『賞味期限切れ缶詰 開けさせて頂きます』が放送された。
福岡でごっこ→筑豊・鹿狩りProject

旨いけど潰れる店
料理は旨いのに何故か潰れる飲食店にジュニアが突撃取材する。
ジュニアでパパ活

千原ジュニア船舶免許取得への道

## 放送日時
| 放送期間                      | 放送時間                                   | 備考                                                      |
| ----------------------------- | ------------------------------------------ | --------------------------------------------------------- |
| 2019年4月18日 - 2021年3月26日 | 毎月第3・45木曜 00:20 - 00:50 （水曜深夜） | 水曜ドォーモとしての扱い。NCC、KAB、OAB、KKB全5局ネット。 |

## スタッフ
- 企画 : 木戸隆文（Oidooon株式会社）
- ディレクター : 川原潤、なべD展久、石原文男、高田勲、後藤勝商、平田恭崇
- AD : 手島瑛梨、吉村康平、生塩久
- プロデューサー : 河相大輔、田井中皓介、須佐孝二、須藤孝幸
- 制作協力 : 吉本興業、Oidooon
- 制作著作 : 九州朝日放送、KBC映像